# 中國照片檔案館
中國照片檔案館，乃收藏照片檔案資料的中华人民共和国中央級專門檔案館，隸屬新華通訊社和國家檔案局。

## 沿革
1984年5月成立，館址在北京宣武門外西側，該館目前總建築面積5,000平方公尺。

## 館藏
至1990年底，收藏照片原底片近1,400,000張、複製底片近800,000張，包括自清末以來各個歷史時期的照片檔案資料。其中有清朝慈禧、光緒、溥儀等人宮庭生活的照片；記錄辛亥革命、五四運動及其主要領導人孫中山，李大釗等人活動的照片；中國共產黨在各歷史時期的照片；中華人民共和國成立後各項國務活動的照片比較完整齊全，內容豐富，如國家主要領導人、中國共產黨和各民主黨派的主要負責人以及各界知名人士從事各項社會活動的照片；各政黨、團體和國家召開的歷屆全國性重要會議的照片等。此外，該館還收藏有全國各地名勝古跡、名山大川、珍禽異獸、稀有植物的照片及國際交往活動的照片和資料等。
該館已使用電腦等先進設備進行現代化管理，以提高存儲、編目、檢索的效能。對外服務項目主要有：為新聞報導提供利用；為出版畫冊和書刊插圖服務；為國內和出國的各種照片展覽提供利用；為教學及科學研究提供利用；視需要可以照片複製品作為禮品饋贈外賓。